# Osiedle Złotej Jesieni (Kraków)
Osiedle Złotej Jesieni – osiedle w Krakowie wchodzące w skład Dzielnicy XVI Bieńczyce, niestanowiące jednostki pomocniczej niższego rzędu w ramach dzielnicy.

## Historia
Osiedle Złotej Jesieni stanowi część Bieńczyc Nowych – założenia architektoniczno-urbanistycznego, w zamierzeniu stanowiącego rozbudowę dzielnicy Nowa Huta w kierunku północno-zachodnim. W 1959 roku w wyniku konkursu na projekt założenia wybrano koncepcję autorstwa warszawskiej architekt Jadwigi Guzickiej z zespołem w którym za projekt urbanistyczny odpowiadali Anna Basista i Jan Lewandowski, a za architekturę budynków Kazimierz Chodorowski, Stefan Golonka oraz konstruktor dr inż. Tadeusz Kantarek. Całe założenie było projektowane dla ok. 30 tys. mieszkańców – ok. 5,5 tys. na jednym osiedlu. Cechuje je luźna zabudowa budynkami wolnostojącymi z przeważającą zabudową 5- i 11-kondygnacyjną. Główną osią zespołu urbanistycznego jest park Planty Bieńczyckie, wzorowane na Plantach Krakowskich, który spaja osiedla wchodzące w skład zespołu w jedną urbanistyczną całość. Wzdłuż parkowej osi zaplanowano obiekty użyteczności publicznej – szkoły, przedszkola, domy handlowe, domy kultury, biblioteki. Oprócz Osiedla Złotej Jesieni w skład Bieńczyc Nowych wchodzą jeszcze osiedla Strusia, Kalinowe, Na Lotnisku, Wysokie, Kazimierzowskie, Jagiellońskie, Przy Arce, Niepodległości oraz Albertyńskie. Realizacja zespołu urbanistycznego odbyła się w latach 1962–1979.
Dawniej osiedle hoteli robotniczych, obecnie w większości poprzerabianych na mieszkania.

## Usytuowanie
Za granice osiedla można uznać:
- od północy – ul. gen. L. Okulickiego,
- od wschodu – ul. Fatimską,
- od zachodu – ul. S. Mikołajczyka i ul. Obrońców Krzyża,
- od południa – ul. M. Wielgusa.

## Obiekty
- Wojewódzki Szpital Specjalistyczny im. Ludwika Rydygiera
- Zespół Szkół Zawodowych (dawniej HTS)
- Zespół Szkół Gastronomicznych nr 1
- Urząd Pocztowy
- Komisariat policji
- Kompleks Sal Królestwa Świadków Jehowy przy ul. Fatimskiej 63[5]

## Galeria

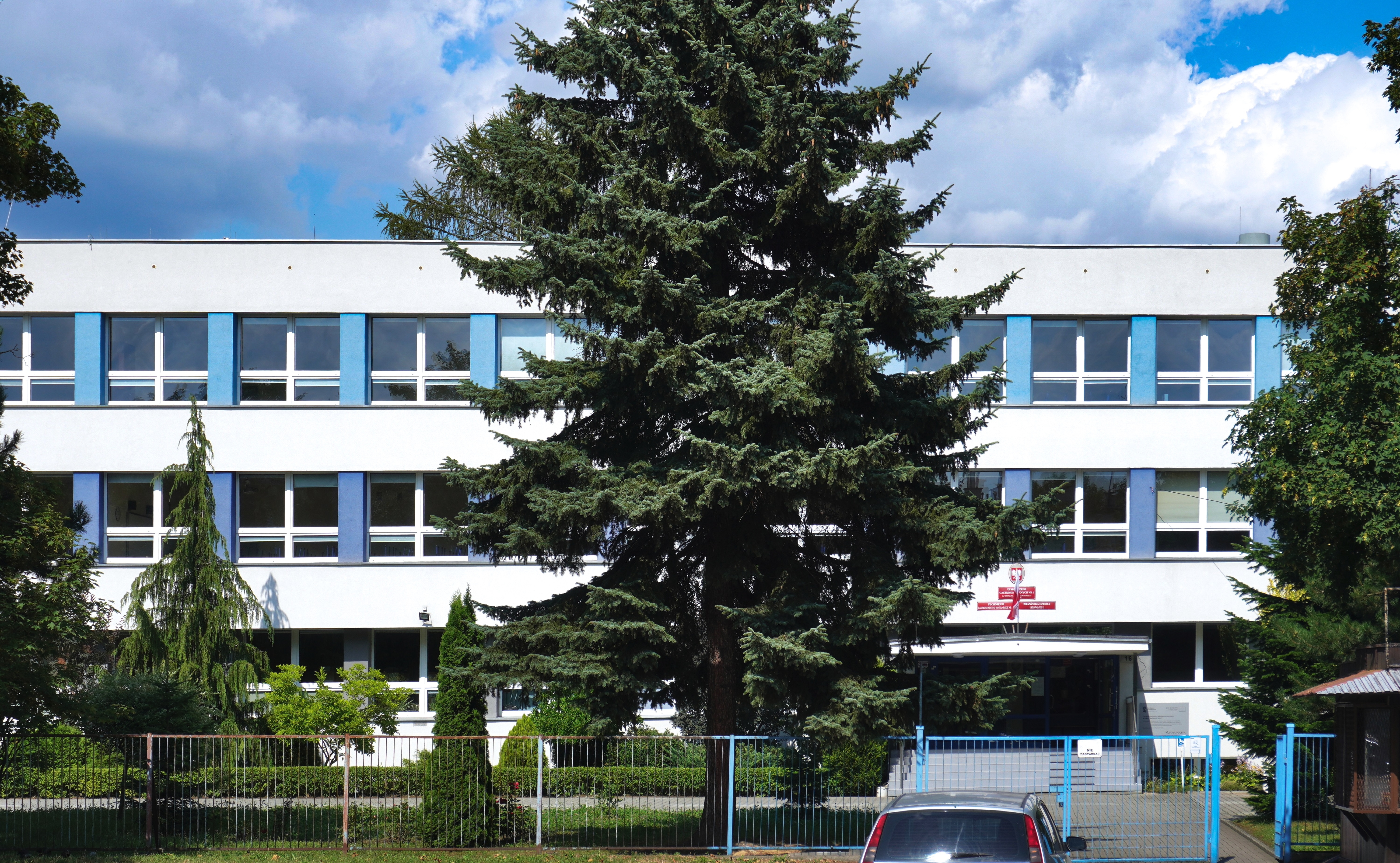
Technikum Gastronomiczno-Hotelarskie nr 10